# Fiesta de la Patria Gaucha

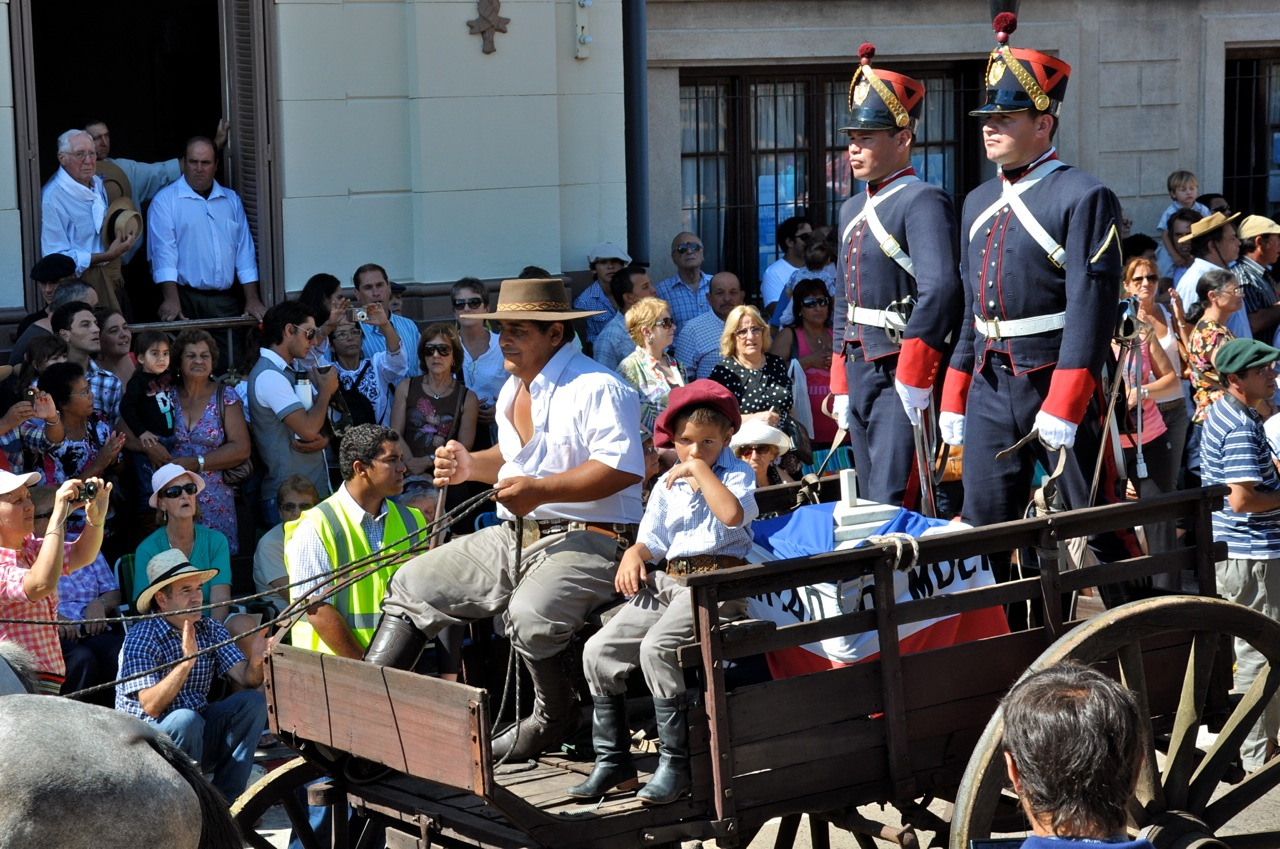
Fiesta de la Patria Gaucha en 2014

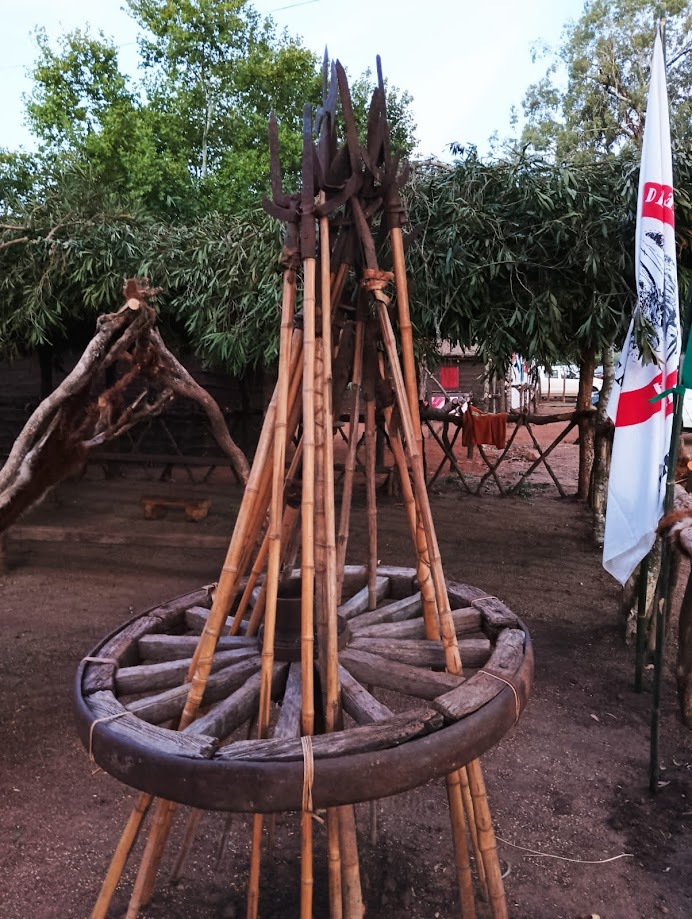
Fiesta de la Patria Gaucha. Tacuarembó 2025.

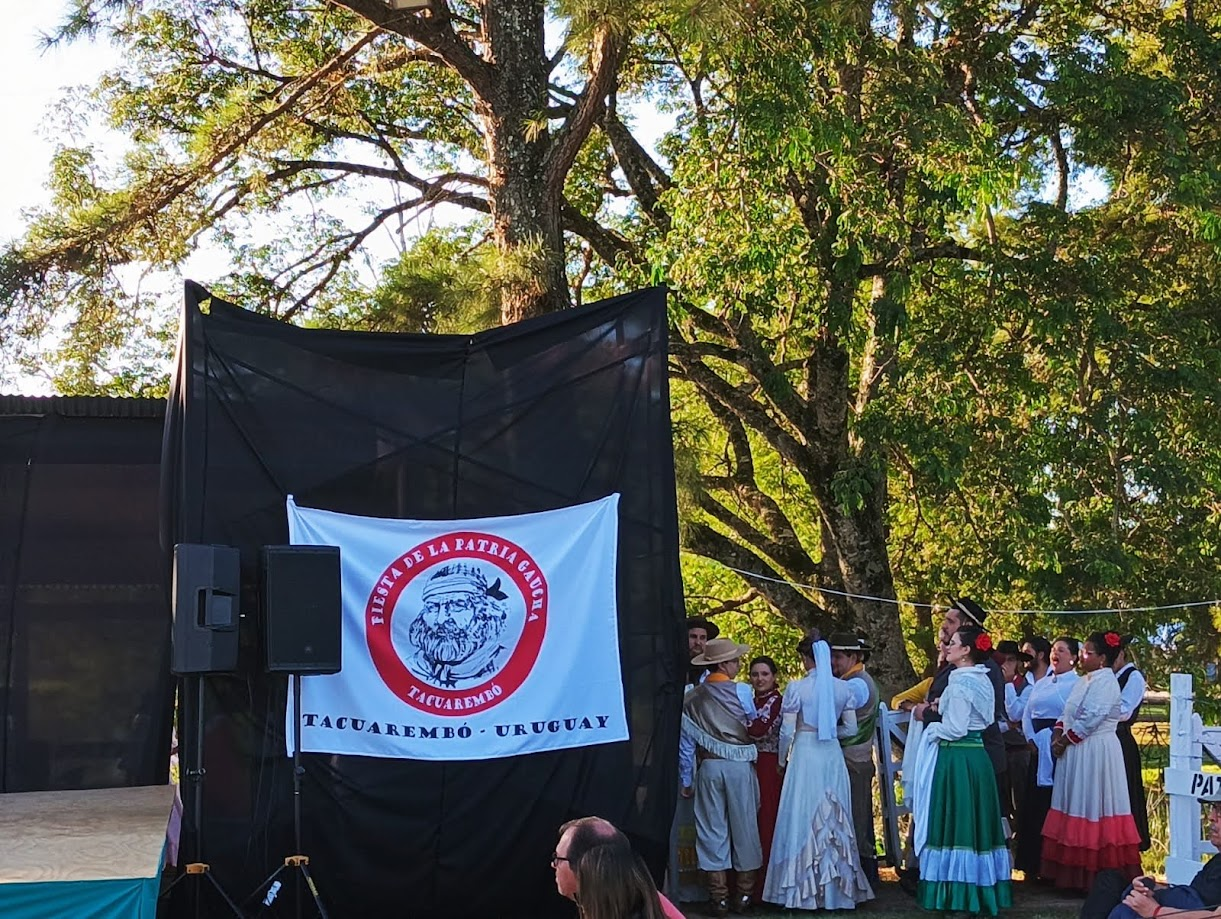
Fiesta Patria Gaucha 38 a.

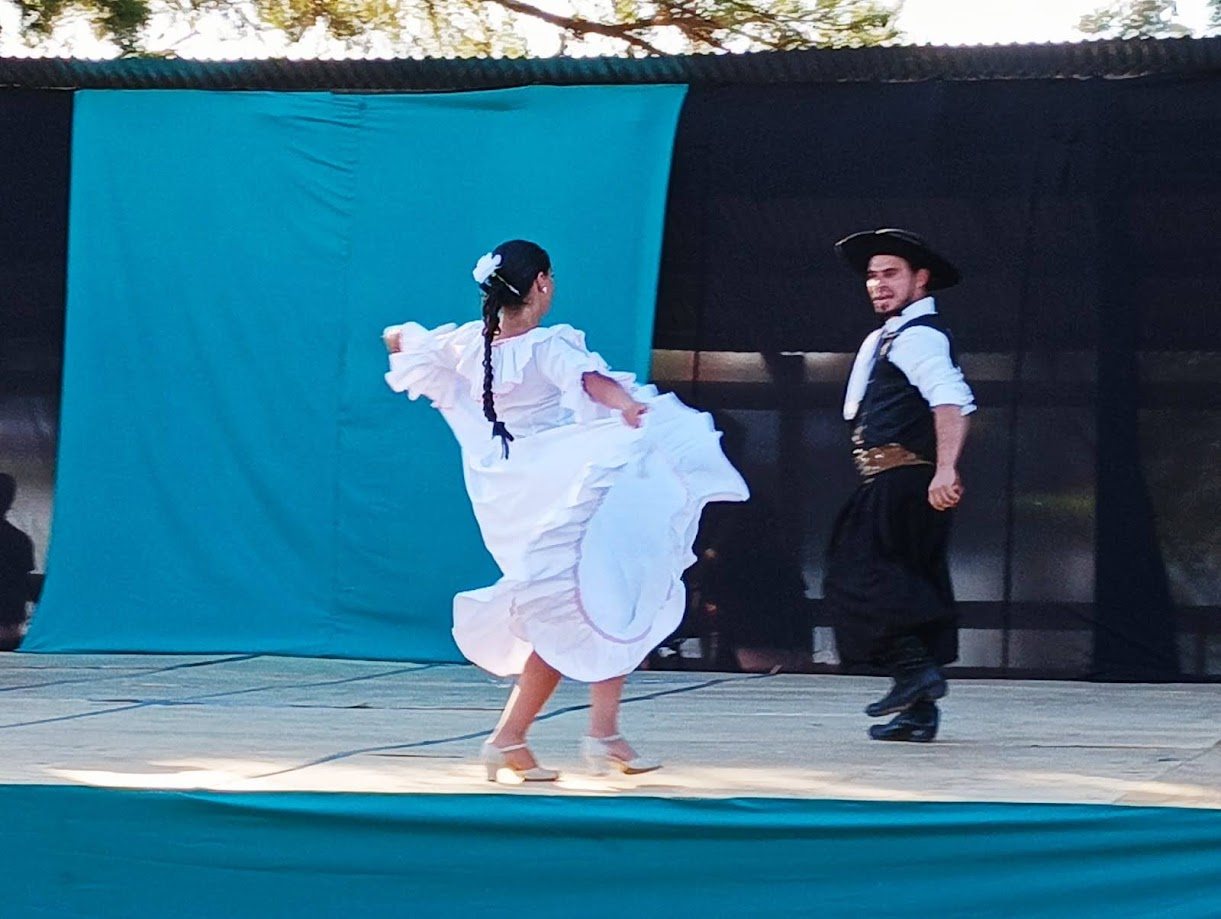
Pareja en baile Folklórico.

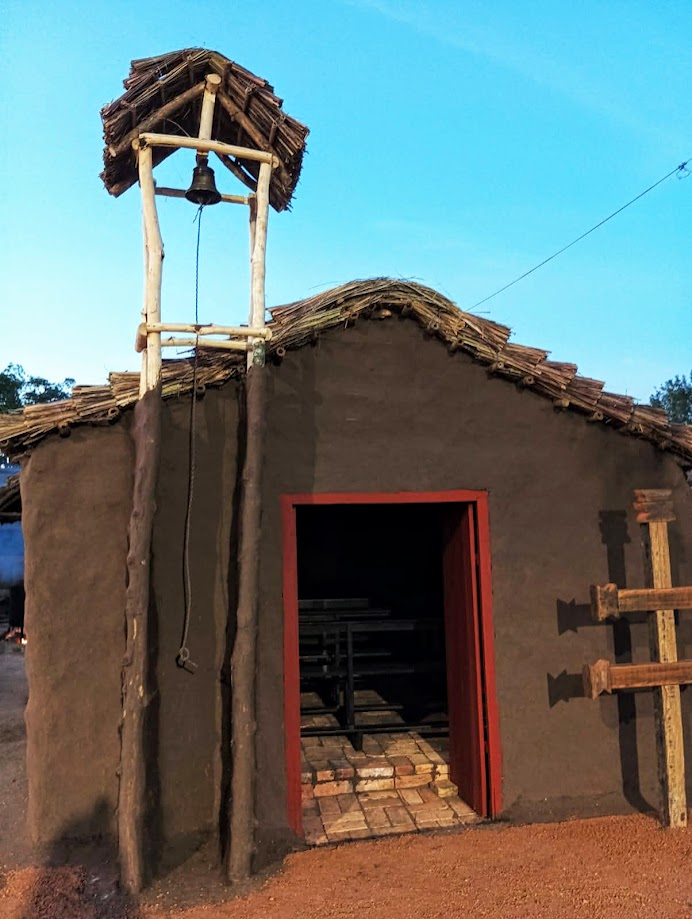
Ranchos de adobe.

La Fiesta de la Patria Gaucha es un evento anual desarrollado en el predio de la Laguna de las Lavanderas, en Tacuarembó (Uruguay), en el que se celebran las costumbres y expresiones culturales de la tradición gaucha, así como la identidad nacional uruguaya.
El evento, que tiene lugar a comienzos de cada marzo, rinde homenaje a la figura del gaucho, considerado un símbolo nacional en Uruguay, a través de desfiles, pruebas de destreza criolla, recreaciones históricas y otras expresiones culturales.

## Descripción del evento
El evento tiene lugar durante 5 días en el mes de marzo, a diferencia de los primeros años que se realizó en el mes de febrero. 
Entre las variadas actividades que se realizan en la semana de la fiesta, podemos resaltar escenarios musicales con diversos artistas de diferentes géneros, tanto nacionales como internacionales, competencia entre las distintas sociedades nativistas y un desfile criollo en donde participan cientos de personas, con  jineteadas,  entre otras actividades.

### Representación de la tradición
Durante el desarrollo del evento las diferentes Sociedades Criollas se alojan en zonas llamadas “fogónes” que son edificados por ellos mismos respondiendo a un tópico escogido.
Para resaltar la figura del caballo, tiene gran importancia en el evento el Ruedo, en donde se realizan diferentes actividades como pueden ser: tiro de lazo, pruebas de riendas, etc.

### Competencia
La competencia en general se desarrolla en torno a las Sociedades Criollas. Se realiza una serie de actividades y competencias en donde cada Sociedad y Aparcería participa con el objetivo de sumar mayor puntaje, acceder al premio mayor y consagrarse como la mejor del Evento.